# Bilaspur
Bilaspur este un oraș în India.